# Rosenhan-Experiment
Das Rosenhan-Experiment war eine Untersuchung zur Zuverlässigkeit von psychiatrischen Diagnosen, die zwischen 1968 und 1972 von David Rosenhan, Professor für Psychologie an der Stanford University, durchgeführt wurde und zu Reformen in der US-amerikanischen Psychiatrie und Diagnosestellung führte. Die Ergebnisse wurden 1973 unter dem Titel On Being Sane in Insane Places im Science-Magazin veröffentlicht (Titel der deutschen Übersetzung: Gesund in kranker Umgebung) und erregten weit über die Fachwelt hinaus Aufsehen.
Seit 2019 wird allerdings die Validität bezweifelt und ob Rosenhan das Experiment tatsächlich wie geschildert durchgeführt hat.
Der Psychologe Robert Rosenthal führte 1965 mit Lehrpersonal vergleichbare Experimente an US-Grundschulen durch (Pygmalion-Effekt).

## Versuchsdesign
Bei Rosenhan war die Überzeugung gewachsen, dass eine psychische Krankheit weniger eine Sache objektiver Symptome sei als der subjektiven Wahrnehmung des Beobachters. Er glaubte, diese Frage ließe sich klären, indem man prüfte, ob eigentlich gesunde Menschen, die nie an den Symptomen einer schweren psychischen Störung gelitten hatten, in einer psychiatrischen Klinik als gesund auffielen und, falls ja, wodurch. Im ersten Teil der Studie ließen sich Rosenhan und sieben seiner Seminarteilnehmer unter falschen Namen und mit denselben gespielten Symptomen im Laufe der Zeit in insgesamt zwölf psychiatrische Kliniken einliefern. Sie hatten die Aufgabe, aus eigener Kraft aus der Klinik herauszukommen, indem sie das Personal von ihrer Gesundheit überzeugten.
Sie präsentierten massive psychotische Symptome, um die Reaktionen der Psychiater zu studieren. Rosenhans Vorbereitungen für seine Experimente waren immer dieselben: Er putzte sich mehrere Tage lang die Zähne nicht, wusch und rasierte sich nicht, zog schmutzige Kleidung an, vereinbarte telefonisch unter dem falschen Namen David Lurie einen Termin in einer psychiatrischen Klinik und ließ sich vor dem Haupteingang absetzen.
Unter seinen sieben Seminarteilnehmern waren ein Psychologiestudent, drei Psychologen, ein Kinderarzt, ein Psychiater, ein Maler und eine Hausfrau (drei Frauen und fünf Männer). Sie behaupteten jeweils bei der Aufnahmeuntersuchung, Stimmen gehört zu haben, die, soweit sie verständlich waren, die Worte empty, hollow und thud gesagt hätten (empty bedeutet ‚leer‘, hollow ‚hohl‘ und thud hat mehrere Bedeutungen wie Bums, Plumps, dumpfer Aufschlag, aufprallen, aufschlagen, dröhnen, dumpf aufschlagen‘; heart thudding bedeutet ‚pochenden Herzens‘). Die untersuchenden Psychiater konnten nicht wissen, dass Rosenhan diese Symptome sorgfältig ausgewählt hatte. In der wissenschaftlichen Literatur gab es keinen Fall, der zu ihnen passte. Nachdem sie in die jeweilige Klinik aufgenommen worden waren, hörten sie sofort auf, die Symptome zu spielen.

## Ergebnisse
Jede der Testpersonen wurde aufgenommen, bei elf Anmeldungen wurde eine Schizophrenie diagnostiziert, bei einer eine manisch-depressive Psychose. Während des Tests wurde keine Testperson vom Personal als gesund erkannt. Obwohl die Testpersonen während des Klinikaufenthalts keine Symptome mehr zeigten, wurden sie dennoch durchschnittlich erst nach drei Wochen (Rosenhan in einem Fall erst nach 52 Tagen) und nicht etwa als gesund, sondern in den meisten Fällen mit der Diagnose „Schizophrenie in Remission“ entlassen. Den acht Testpersonen wurden insgesamt 2100 Tabletten unterschiedlicher Medikamente gegeben, die sie jedoch nicht einnahmen, was sie allerdings verheimlichten. Sie protokollierten alle Ereignisse genauestens – erst heimlich und später offen, weil es niemand beachtete. In den Protokollen der Kliniken wurde diese Tätigkeit normalerweise als pathologisches Schreibverhalten aufgeführt.
Die anderen Patienten durchschauten dagegen die Täuschung relativ schnell und hielten die Testpersonen für Journalisten oder Professoren. Rosenhan und die anderen Scheinpatienten machten auch kleine Versuche mit dem Personal. So baten sie Pflegerinnen und Ärzte von Zeit zu Zeit um Erlaubnis, hinauszugehen, und beobachteten, was dann geschah. Die häufigste Reaktion war eine kurze Antwort im Vorbeigehen mit abgewandtem Kopf oder überhaupt keine Antwort. Oft hatten die Begegnungen dasselbe Muster:
Testperson: “Pardon me, Dr. X. Could you tell me when I am eligible for grounds privileges?” (deutsch: „Entschuldigen Sie, Dr. X. Können Sie mir sagen, wann ich das Ausgangsrecht erhalte?“) Arzt im Vorübergehen, ohne die Frage zu beachten: “Good morning, Dave. How are you today?” (deutsch: „Guten Morgen, Dave. Wie geht es Ihnen heute?“)
Richtige Gespräche mit dem Personal der Kliniken fanden nicht statt, und die meisten Fragen der Testpersonen wurden ignoriert.
Der zweite Teil verlief genau umgekehrt: Rosenhan teilte einer Klinik mit, er werde „Pseudopatienten“ schicken, tat dies jedoch nicht. Trotzdem haben die dortigen Psychiater geglaubt, Pseudopatienten erkannt zu haben.

## Folgen
Das Experiment soll die Bewegung beschleunigt haben, psychiatrische Einrichtungen zu reformieren und so viele Geisteskranke wie möglich zu deinstitutionalisieren.
Nach Veröffentlichung der Studie wurden die Klassifizierungen in der psychiatrischen Diagnose nicht abgeschafft, aber
es wurden nun Listen mit Verhaltensweisen erstellt, die bei bestimmten Krankheiten erfüllt sein müssen. Die Entstigmatisierung von Diagnosen wie schizophren oder geisteskrank ist jedoch bis heute nicht erreicht worden. Der Mensch scheint sich ungewöhnlich stark von einmal vorgenommenen Klassifizierungen beeinflussen zu lassen. Wenn einer als geistig krank gilt, dann werden alle seine Handlungen in diesem Zusammenhang gedeutet.
In einem zweiten Experiment hat Rosenhan bewiesen, dass diese Erwartungshaltung auch im umgekehrten Fall vorliegen kann. Als Verantwortliche einer psychiatrischen Klinik, die von seinem Experiment erfahren hatten, behaupteten, bei ihnen wären derartige Fehldiagnosen unmöglich, schlug Rosenhan ihnen einen Test vor: Innerhalb der nächsten drei Monate würde er einen oder mehrere Scheinpatienten schicken und die Psychiater sollten herausfinden, wer krank und wer gesund ist.
Diese Psychiatrie nahm im Zeitraum von drei Monaten 193 Patienten auf. 19 davon wurden von einem Psychiater und einem weiteren Mitglied des Personals als mögliche Scheinpatienten identifiziert, aber Rosenhan hatte gar keinen Scheinpatienten geschickt.

## Rezeption
Das Rosenhan-Experiment und die Folgerungen Rosenhans sind von verschiedenen Seiten insbesondere aufgrund methodischer Schwächen vielfach kritisiert worden. Da eine psychiatrische Diagnose in der Regel hauptsächlich auf Berichten der betroffenen Patienten oder von Personen aus deren Umwelt beruht, die sich auf das Verhalten und die Wahrnehmung der Patienten beziehen, deutet nach Ansicht der Kritiker eine auf unwahren Behauptungen basierende falsche Diagnose nicht auf Probleme bei der Präzision der Diagnose hin.
Auf dieses Problem der Studie wies unter anderem Robert L. Spitzer, Professor für Psychiatrie an der Columbia University, in einer 1975 veröffentlichten Kritik hin. Auch in anderen medizinischen Fachdisziplinen würde demnach die bewusste Vorspielung von falschen Symptomen zu fehlerhaften Diagnosen führen. Trotz dieser Kritik am Rosenhan-Experiment bemühte sich Spitzer in der Folgezeit um eine Verbesserung diagnostischer Standards in der Psychiatrie, so unter anderem durch eine Überarbeitung des Diagnostic and Statistical Manual of Mental Disorders (Diagnostisches und Statistisches Handbuch Psychischer Störungen).
Im Jahr 2019 veröffentlichte die Autorin und Journalistin Susannah Cahalan ihre Recherchen in Buchform. Diese Recherchen wecken erhebliche Zweifel an Rosenhans Darstellung der Studie. So soll Rosenhan selbst als Patient an der Studie teilgenommen und dabei wesentlich ernstere Symptome (z. B. Suizidgedanken) geschildert haben, als er später berichtete. Trotz intensiver Recherche konnte außerdem nur ein weiterer Teilnehmer der Studie ausfindig gemacht werden, dessen Erlebnisse sich aber nicht mit den Schilderungen von Rosenhan deckten.
Eine der Hauptaussagen des Rosenhan-Experiments war, dass Kliniker in ihrem ersten klinischen Eindruck negativ voreingenommen sein könnten, was sich negativ auf weitere klinische Entscheidungen auswirken würde. Christoph Flückiger und Kolleginnen führten 2024 zwei Experimente durch (N = 56 und 64), in denen Psychotherapeuten gebeten wurden, ihre ersten klinischen Eindrücke in zwei aufeinanderfolgenden Fällen nach einer kurzen Präsentation des Falles (Fallbeschreibung und Videoausschnitt) und einer kurzen Erinnerungsaufgabe zu den bereitgestellten Informationen zu geben. Der Aufmerksamkeitsfokus in der Erinnerungsaufgabe diente als unabhängige Variable: Die Therapeuten mussten entweder einen symptomfokussierten oder einen stärkenfokussierten Aufmerksamkeitsfokus einnehmen, um die Fälle abzurufen, d. h. die Therapeuten bewerteten ihren ersten Fall entweder in der symptomfokussierten oder in der stärkenfokussierten Bedingung und den zweiten Fall in der entgegengesetzten Bedingung. In beiden Studien bewerteten die Therapeuten in den symptomfokussierten Bedingungen die Patienten im Vergleich zu den stärkenfokussierten Bedingungen als etwas stärker belastet, weniger resilient und weniger psychosozial integriert. Diese Effekte waren jedoch, auch wenn sie statistisch signifikant waren, eher gering bis klinisch vernachlässigbar. Diese vorläufigen Ergebnisse deuten darauf hin, dass die ersten klinischen Eindrücke zeitgenössischer Psychotherapeutinnen in beiden Experimenten leicht, aber nicht so dramatisch verzerrt sein können, wie es das Rosenhan-Experiment seinerzeit vermuten ließ.